# Камино (Алесандрија)
Камино (итал. Camino) је насеље у Италији у округу Алесандрија, региону Пијемонт.
Према процени из 2011. у насељу је живело 333 становника. Насеље се налази на надморској висини од 221 м.

## Становништво
| 1936. | 1951. | 1961. | 1971. | 1981. | 1991. | 2001. | 2011. |
| ----- | ----- | ----- | ----- | ----- | ----- | ----- | ----- |
| 2.466 | 2.175 | 1.568 | 1.201 | 1.008 | 845   | 734   | 802   |